# Cantalupo Ligure
Cantalupo Ligure és un municipi situat al territori de la província d'Alessandria, a la regió del Piemont, (Itàlia).
Limita amb els municipis d'Albera Ligure, Borghetto di Borbera, Dernice, Montacuto, Roccaforte Ligure i Rocchetta Ligure.
Pertanyen al municipi les frazioni d'Arborelle, Besante, Borgo Adorno, Campana, Costa Merlassino, Colonne, Merlassino, Pallavicino, Pertuso, Pessinate, Prato, Semega, Strappasese i Zebedassi.

## Galeria

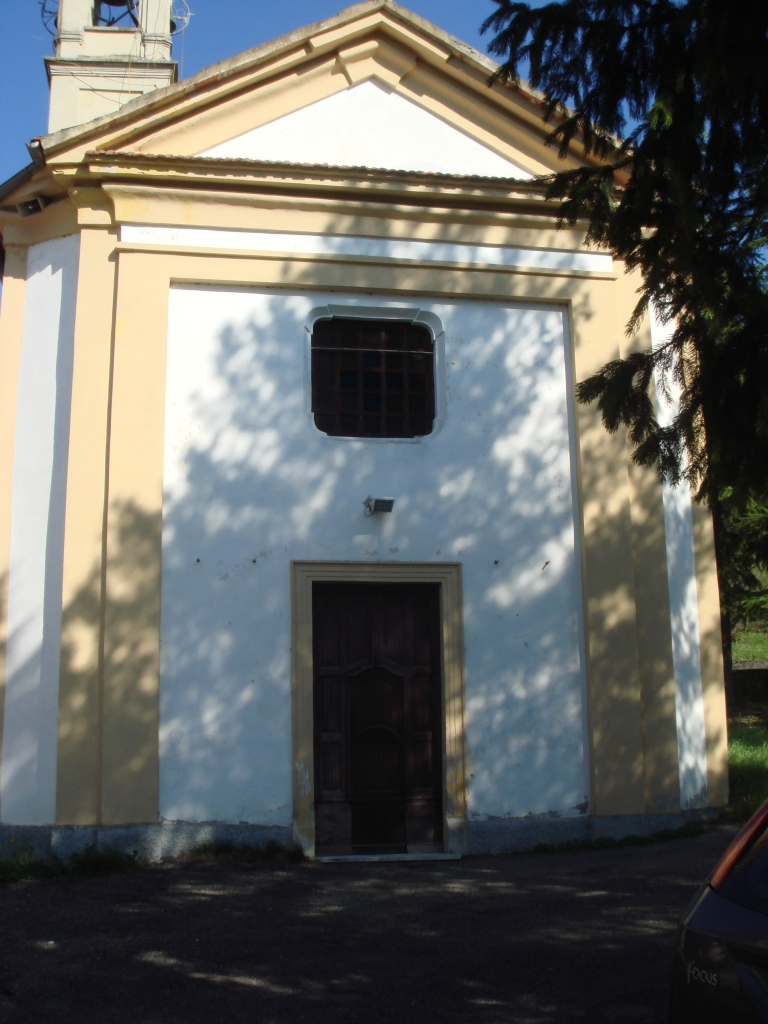
Façana de l'església de Pallavicino.
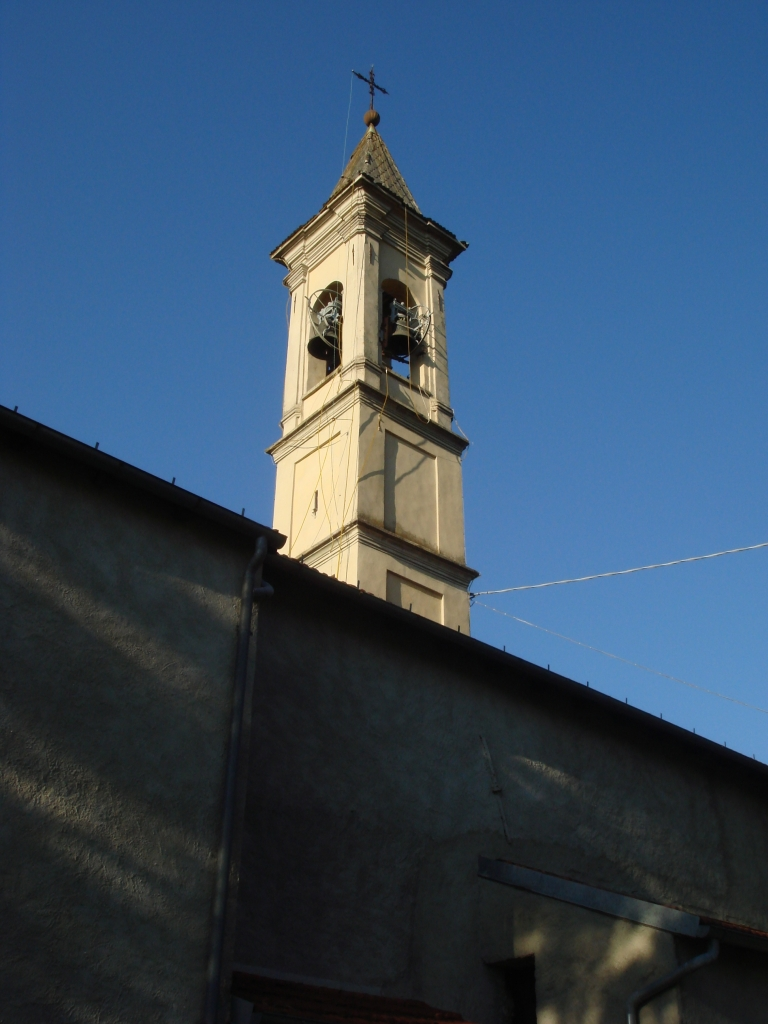
Campanar de l'església de Pallavicino.
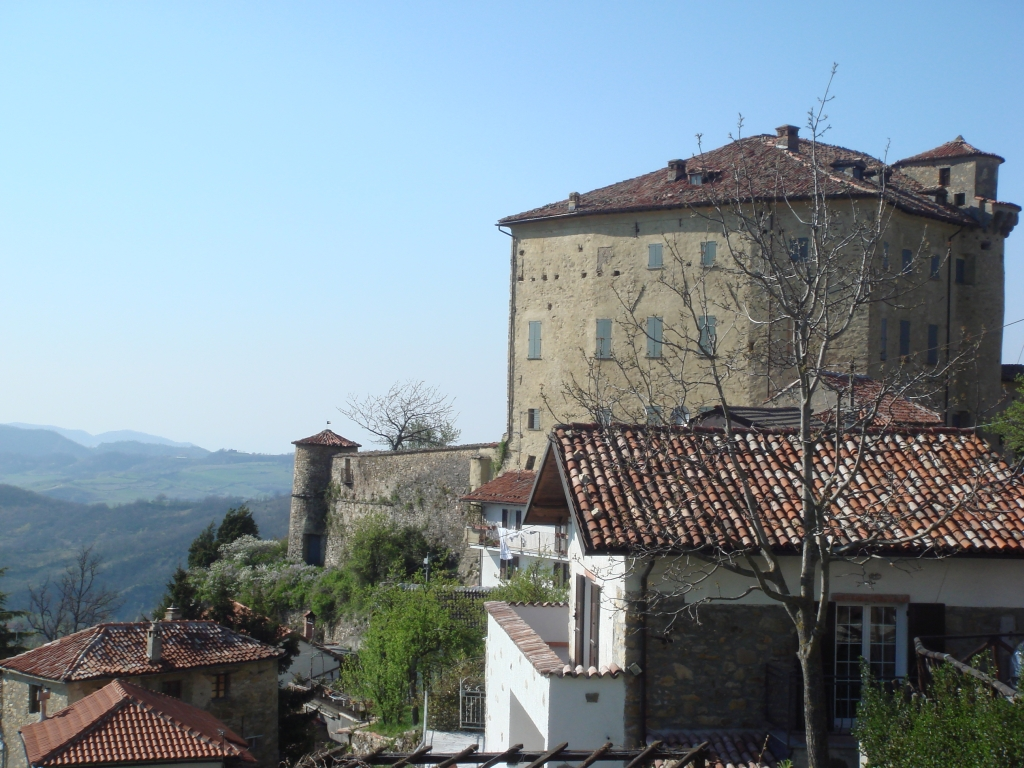
Costat sud del castell de Borgo Adorno
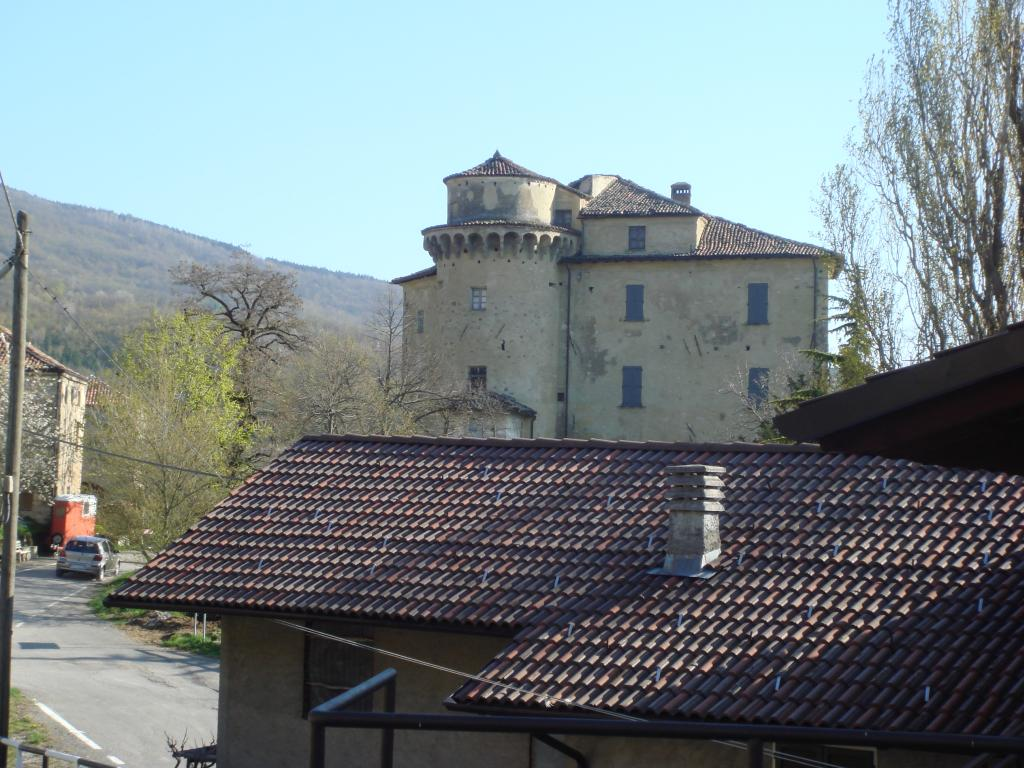
Costat nord del castell de Borgo Adorno